# Sony Mobile
Sony Mobile Communications Inc. (voorheen Sony Ericsson) was een dochteronderneming van het Japanse conglomeraat Sony.

## Beschrijving
Het bedrijf werd opgericht op 1 oktober 2001 als een joint venture tussen Sony en het Zweedse telecommunicatiebedrijf Ericsson, onder de naam Sony Ericsson. Het produceerde mobiele telefoons, smartphones, tabletcomputers en phablets, zoals de Xperia-serie.
Op 27 oktober 2011 maakten Sony en Ericsson bekend dat Sony het bedrijf nu volledig overneemt en er 1,05 miljard euro voor gaat betalen. Deze transactie werd op 16 februari 2012 afgerond.
Op 1 april 2021 is de divisie voor smartphones gestopt, de rest van de dochteronderneming werd samengevoegd met afdelingen voor tv's, audio en camera's onder de naam "Electronics Products and Solutions".